# Myrtengewächse
Die Myrtengewächse (Myrtaceae) bilden eine Pflanzenfamilie in der Ordnung der Myrtenartigen (Myrtales). Die Familie wird in zwei Unterfamilien und einige Triben gegliedert; insgesamt umfasst sie etwa 131 Gattungen mit etwa 4620 Arten. Sie sind vor allem in Australien (etwa 85 Gattungen) und in der Neotropis beheimatet.

## Beschreibung

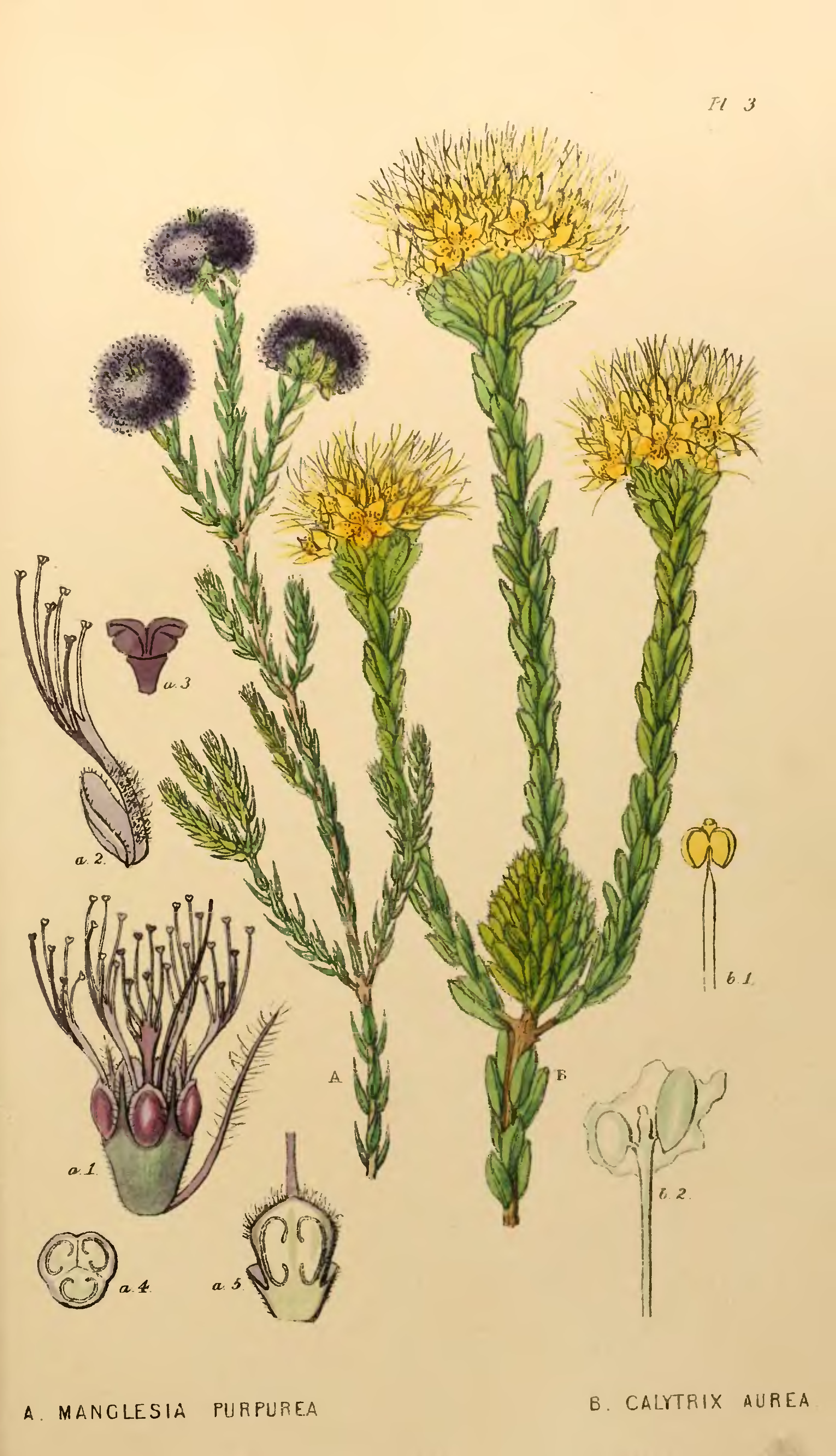
Illustration aus John Lindley: Appendix to the first twenty-three volumes of Edwards's Botanical Register, 1839, Tafel 3: Tribus Melaleuceae: Beaufortia purpurea (links) und aus der Tribus Chamelaucieae: Calytrix aurea (rechts)

### Erscheinungsbild und Blätter
Die Pflanzenarten dieser Familie sind meist immergrüne (einige Eucalyptus-Arten sind laubabwerfend) Gehölze: Bäume und Sträucher. Sie sind helophytisch bis xerophytisch. Sie enthalten meist reichlich ätherische Öle in schizolysigenen Exkretbehältern. Das Sekundäre Dickenwachstum geht von einem konventionellen Kambiumring aus. Das deutlichste Unterscheidungsmerkmal dieser Familie ist allerdings, dass sich das Phloem innerhalb des Xylem befindet, bei allen anderen Pflanzen ist dies umgekehrt. Sie weisen bikollaterale Leitbündel auf.
Die meist gegenständig, seltener wechselständig und spiralig oder wirtelig angeordneten Laubblätter besitzen je nach Art eine sehr unterschiedliche Größe sowie Form und sie können gestielt sein. Die einfache Blattspreite ist ledrig bis krautig und ganzrandig. Die Blattflächen können drüsig gepunktet sein. Die Blätter können normal ausgerichtet sein oder um 90° gedreht. Die Stomata befinden sich meist nur auf einer Blattfläche, oder bei senkrechtgestellten Blättern auf beiden Blattflächen und sind meist anomocytisch oder seltener paracytisch. Bei vielen Arten liegt Heterophyllie vor. Nebenblätter fehlen oder sind nur klein (beispielsweise Calythrix).

### Blütenstände und Blüten
Die Blüten stehen selten einzeln oder meist in end-, seitenständigen oder zwischen den Nodien stehenden (deutlich bei Beaufortia-, Callistemon- und Melaleuca-Arten), zymöse, ährige, schirmrispige, rispige oder köpfchenförmige (beispielsweise Actinodium) Blütenstände zusammen. Es können Tragblätter vorhanden sein. Bei manchen Arten wirken die Blütenstände mit ihren Tragblättern als Pseudanthien. Unter den Blüten stehen oft zwei Deckblätter. Die Pflanzen sind selten zweihäusig getrenntgeschlechtig (diözisch) oder polygamomonözisch.

Blütendiagramme
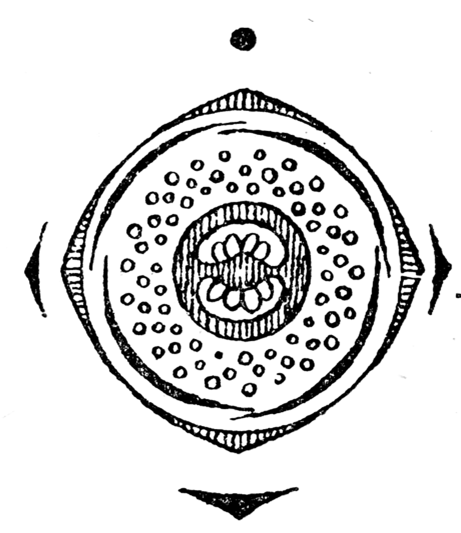
Syzygium aromaticum
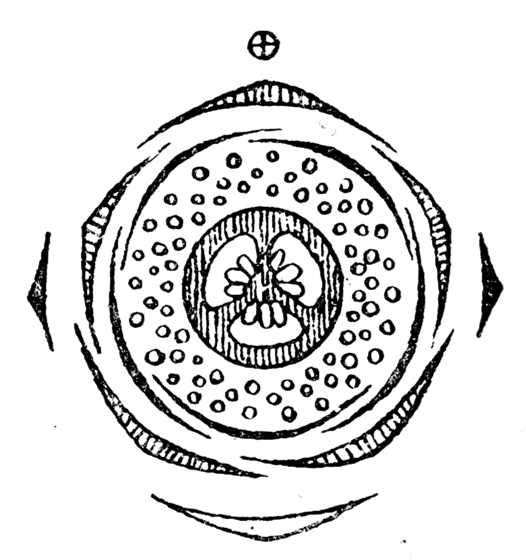
Myrtus communis

Ihre selten eingeschlechtigen oder meist zwittrigen, meist radiärsymmetrischen, selten etwas zygomorph (betrifft meist nur das Androeceum) Blüten sind meist vier-, seltener fünfzählig. Es ist oft ein becher- bis röhrenförmig vertiefter Blütenboden vorhanden (= Hypanthium). Es sind meist vier oder fünf (drei bis sechs), freie oder verwachsene Kelchblätter vorhanden oder sie sind nur noch rudimentär zu erkennen. Die vier- oder fünf Kronblätter sind frei oder verwachsen. Die Farben der Kronblätter reichen von weiß bis gelb, oder von rot über rosa- bis purpurfarben, aber blau kommt nicht vor. In der Regel sind, sekundär vermehrt, sehr viele (20 bis 150) freie Staubblätter vorhanden, seltener vier oder fünf, acht oder zehn; sie befinden sich meist am Rand des Hypanthiums. Die Staubblätter können alle fertil oder teilweise zu Staminodien umgewandelt sein. Die Staubfäden können zu Bündeln verwachsen sein (beispielsweise Lophostemon) und besitzen selten Anhängsel (beispielsweise Corynanthera). Die Pollenkörner besitzen meist drei (zwei bis vier) Aperturen und sind selten colpate, meist colporat oder porat, manchmal syncolpat. Es kann ein Diskus vorhanden sein. Meist zwei bis fünf, selten bis zu 16 Fruchtblätter sind zu einem synkarpen, mittel- bis unterständigen, selten fast oberständigen, meist zwei- bis fünf- (ein- bis 16-)kammerigen Fruchtknoten verwachsen. Einkammerigen Fruchtknoten können 30 bis 150 Samenanlagen enthalten, ansonsten enthält jede Fruchtknotenkammer 2 bis 50 Samenanlagen; sie sind hemianatrop bis anatrop und meist bitegmisch und crassinucellat. Jede Blüte enthält nur einen Griffel mit einer Narbe. Die Bestäubung erfolgt durch Insekten (Entomophilie) oder Vögel (Ornithophilie).

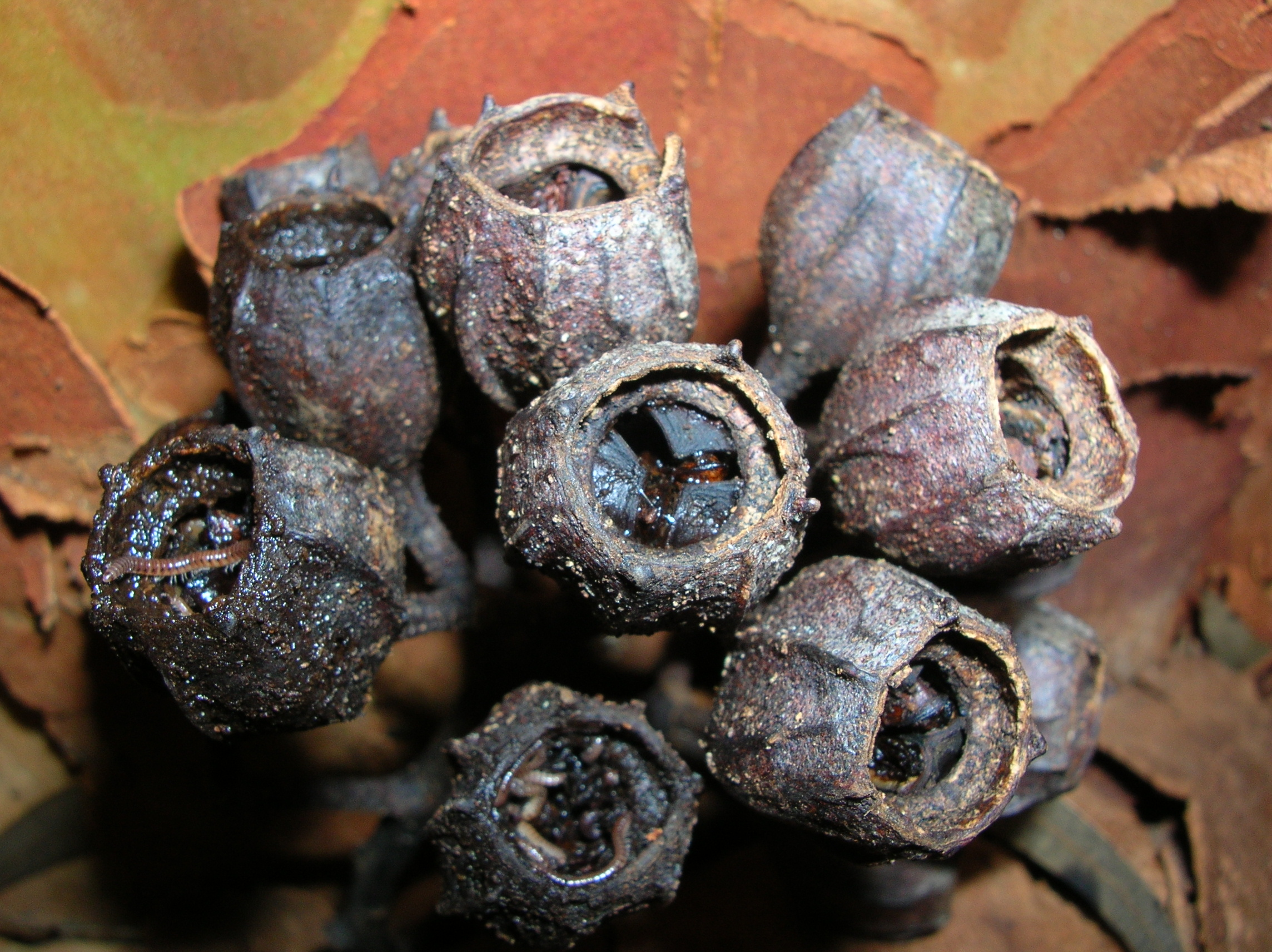
Tribus Eucalypteae: Früchte von Angophora costata

### Früchte und Samen
Die fleischigen oder trockenen, bei Reife sich öffnenden oder geschlossen bleibenden Früchte können Kapselfrüchte, Steinfrüchte, Nuss oder Beeren sein. Die Samen enthalten kein Endosperm und können geflügelt (bei einigen Eucalyptus-Arten) oder ungeflügelt sein. Der Embryo ist gerade bis mehr oder weniger stark gekrümmt, manchmal gedreht. Über häufige Polyembryonie wurde berichtet.

### Chromosomenzahlen
Die Chromosomengrundzahlen betragen n = meist 11 (5 bis 12).

## Systematik
Die Familie der Myrtaceae wurde 1789 durch Antoine Laurent de Jussieu aufgestellt. Typusgattung ist Myrtus L.

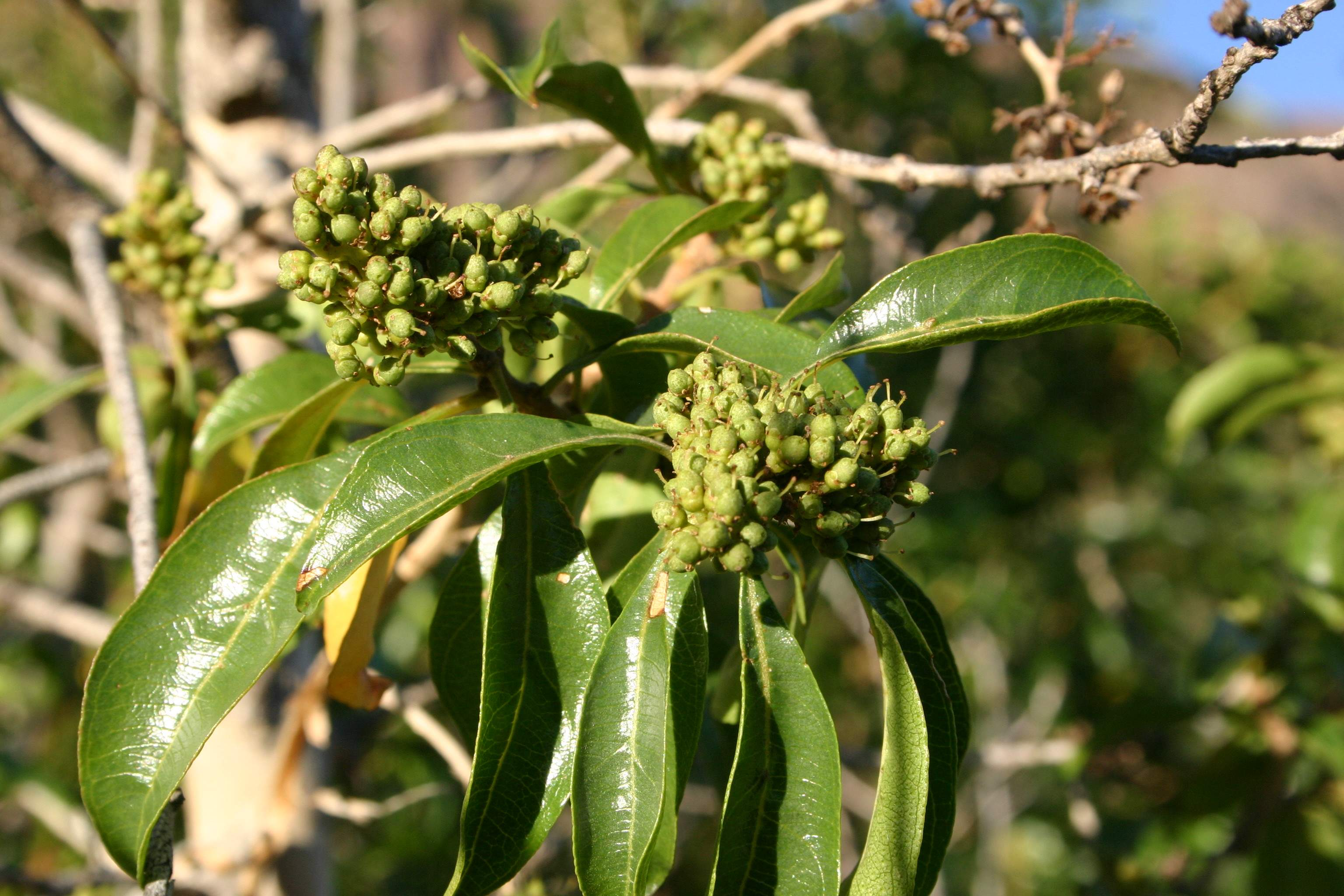
Unterfamilie Psyloxyloideae Tribus Heteropyxideae: Laubblätter und junge Früchte von Heteropyxis natalensis

Die Familie der Myrtengewächse (Myrtaceae) wird seit Wilson et al. 2005 in zwei Unterfamilien sowie etwa 17 Tribus gegliedert und umfasst etwa 131 bis 138 Gattungen mit insgesamt etwa 4620 Arten:
- Unterfamilie Psiloxyloideae: Sie enthält nur zwei Tribus aus jeweils einer Gattung mit insgesamt etwa vier Arten.
- Unterfamilie Myrtoideae: Sie enthält den größten Teil der Arten der Familie in etwa 15 Tribus.

## Nutzung
Neben der namenstiftenden Myrte gehören zur Familie der Myrtengewächse (Myrtaceae) Pflanzenarten wie die Gewürznelke und die Eukalyptus-Arten. Viele Arten liefern ätherische Öle für Parfümherstellung und Pharmazie. Einige Arten liefern essbare Früchte, einige Psidium-Arten (beispielsweise die Guave) und Campomanesia- sowie Eugenia-Arten.

## Eponyme
Der Asteroid (9203) Myrtus ist nach den Myrtaceae benannt.